# Balabac
Balabac é um município de  segunda classe de renda municipal (d) na província de Palauã, nas Filipinas. De acordo com o censo de 1 de maio  de  2020 possui uma população de 42 527 pessoas e 9 267 domicílios.
A ilha alberga numerosas espécies endémicas. Entre a fauna da ilha estão o pombo-imperial-cinzento Ducula pickeringii, a cacatua Cacatua haematuropygia, o papagaio Prioniturus platenae, e o calau-de-palauã Anthracoceros marchei.